# King Sejong
King Sejong (kor. 세종과학기지, latynizacja poprawiona: Sejong Gwahak Giji, Naukowa Baza [im.] Sejonga) – całoroczna stacja polarna należąca do Republiki Korei, położona na Wyspie Króla Jerzego w Antarktyce. Została nazwana na cześć Sejonga Wielkiego, władcy Korei z dynastii Joseon.

## Położenie i warunki
Stacja znajduje się na największej wyspie archipelagu Szetlandów Południowych ciągnącego się równolegle do wybrzeża Półwyspu Antarktycznego. Leży na wolnym od lodu półwyspie Barton, ok. 10 m n.p.m.

## Historia i działalność
Stacja King Sejong została otwarta 17 lutego 1988 r. jako pierwsza koreańska placówka na kontynencie antarktycznym. Posiadała początkowo 6 budynków i 2 laboratoria; w 1991 została rozbudowana o kolejne trzy budynki, a w 2001 został zbudowany jeszcze jeden. Prace prowadzone cały rok w stacji obejmują badania z dziedziny geofizyki, w tym geomagnetyzmu i meteorologii, a także prowadzą obserwacje biologiczne i oceanograficzne. Szetlandy Południowe i Cieśnina Bransfielda są również interesujące z geologicznego punktu widzenia, jako obszar niedawnej aktywności geologicznej. W okresie letnim zakres badań jest poszerzany o prace terenowe na wyspie i na morzu.